# Гендерная лиминальность
Гендерная лимина́льность — это антропологический и социологический термин, описывающий состояние человека, чей гендер находится «на пороге» между традиционными бинарными категориями «мужчина» и «женщина» или за их пределами. Это пограничное состояние создает такое социальное положение, которое не совпадает ни с мужской, ни с женской ролью. Термин используется для анализа культур и обществ, где гендерные идентичности не сводятся к мужской и женской. В отличие от термина «третий пол», который часто относится к конкретным, социально признанным ролям, «гендерная лиминальность» является теоретической концепцией, описывающей само пограничное состояние.

### Этимология
Термин «гендерная лиминальность» (англ. gender liminality) состоит из двух слов. «Гендер» (gender) — это слово английского происхождения, которое восходит к старофранцузскому слову gendre, а оно, в свою очередь, к латинскому genus, означающему «род» или «тип». «Лиминальность» (liminality) происходит от латинского корня "limen", что означает «порог», «граница». Эта концепция была развита Виктором Тёрнером, который описывал промежуточное, переходное состояние.
Таким образом, словосочетание «гендерная лиминальность» буквально означает «пограничное состояние гендера».

### Применение
Изначально заимствованное из антропологии, это понятие применяется для анализа гендера как явления, выходящего за рамки бинарной системы. Оно позволяет систематизировать и анализировать не только конкретные культурные проявления, известные как «третий пол», но и само состояние пограничности гендера, предлагая основу для понимания гендерного многообразия в культуре и социологии.

### Проявления
Феномен гендерной лиминальности имеет глубокие исторические и культурные корни. Его проявления задокументированы в разных обществах мира, включая сообщества бердаши у коренных народов Северной Америки, хиджра в Южной Азии и фаафафине в Полинезии. Эти примеры демонстрируют, что гендерные идентичности, выходящие за рамки бинарной системы, признавались и интегрировались в общественное устройство многих народов. В некоторых африканских культурах гендерная и сексуальная лиминальность вплетена в ткань повседневной жизни.

### Теоретические основы
Концепция лиминальности была впервые введена французским этнографом Арнольдом ван Геннепом в своей работе «Обряды перехода» (1909). Он описал лиминальность как средний, промежуточный этап в ритуалах, когда человек находится между двумя социальными статусами. На этом этапе он уже покинул свой прежний статус, но ещё не обрёл новый. Это состояние характеризуется неопределённостью и отсутствием чётких правил.
Позднее антрополог Виктор Тёрнер развил эту идею, применив её к более широким социальным процессам. Он утверждал, что лиминальное состояние — это не просто переход, а особая фаза, которую он назвал «антиструктурой», где привычные социальные нормы и иерархии перестают действовать.
Термин «гендерная лиминальность» появился в конце XX века в рамках гендерных исследований и квир-теории. Учёные адаптировали концепции Ван Геннепа и Тёрнера для анализа гендерных идентичностей, выходящих за рамки бинарной системы. Примечательно, что термин применяется не только к гендерным меньшинствам, но и к анализу нестабильности и переходного состояния традиционных гендерных ролей. Так, в контексте средневековой Европы «лиминальность» описывала положение духовенства, которое считалось «пограничным» и угрожало традиционной маскулинности.
В исследованиях 1990-х годов концепция лиминальности была применена для анализа социального положения маху (māhū) во Французской Полинезии, описывая их как людей, которые занимают особое «пограничное» пространство между мужским и женским гендером, что бросает вызов диморфизму. Люди с гендерной лиминальностью могут жить с женщинами и иногда отращивать бороды. Их поведение, проявляющееся в таких элементах, как ношение женской одежды, танцы, флирт или клоунада, отражает эту промежуточную позицию. Согласно исследованиям Нико Беснье, фаафафине в Самоа рассматриваются как люди, чья сексуальность является скорее следствием гендерной лиминальности, чем ее определяющим признаком. Более того, Беснье отмечает, что слово фаафафине может использоваться не только как существительное, но и как глагол или наречие, что подчеркивает их активную роль в обществе.
В работах о хиджра в Индии лиминальность помогает объяснить их уникальное амбивалентное положение в обществе — «не мужчины и не женщины». В контексте сообществ хиджра и котхи гендерная лиминальность часто связана с социальной стигматизацией, но при этом является важным аспектом их идентичности.
Таким образом, гендерная лиминальность описывает не просто ритуальный переход, а постоянное или временно́е нахождение на «пороге», что предоставляет человеку уникальную, но часто сложную социальную позицию.

### Сравнение понятий
Хотя понятия «третий пол», «небинарность» и «гендерная лиминальность» и связаны, они не являются взаимозаменяемыми. Основное различие между ними заключается в их концептуальной основе:
- Гендерная лиминальность — это антропологический термин, который описывает состояние и социальное положение человека, находящегося «на пороге» между устоявшимися гендерными ролями. Его фокус — на самом процессе или позиции пограничности в культурном контексте, как в случае с фаафафине или хиджра.
- Третий пол — это понятие, которое относится к конкретным, социально признанным гендерным ролям или идентичностям, которые не вписываются в традиционную бинарную систему.
- Небинарность — это термин, описывающий гендерную идентичность, который относится к внутреннему самоощущению человека, который не считает себя исключительно мужчиной или женщиной. Это понятие возникло в современной западной культуре и фокусируется на личной идентичности и самоопределении.